# Tribuna do Brasil
Tribuna do Brasil foi um jornal diário fundado em 2001 pelo empresário de comunicações de Rondônia e ex-senador suplente Mario Calixto.
Em 2005 foi vendido ao atual proprietário e presidente, Alcyr Duarte Collaço Filho. O impresso teve a circulação suspensa em março de 2011, quando alegou estar incapaz financeiramente de continuar a rodar diariamente.